# Sobre la tendència de les espècies a formar varietats i sobre la perpetuació de les varietats i espècies pels mitjans naturals de selecció
Sobre la tendència de les espècies a formar varietats i sobre la perpetuació de les varietats i espècies pels mitjans naturals de selecció, On the Tendency of Species to form Varieties; and on the Perpetuation of Varieties and Species by Natural Means of Selection, és el títol d'un article conjunt de dos informes científics de la Linnean Society de Londres de l'1 de juliol de 1858; On The Tendency of Varieties to Depart Indefinitely from the Original Type per Alfred Russel Wallace i un Extract from an unpublished Work on Species d'un assaig de Charles Darwin de 1844, junt amb un Abstract of a Letter de Darwin dirigit a Asa Gray. Aquesta va ser la primera comunicació de la teoria de l'evolució de Darwin – Wallace per la selecció natural ; els imformes es van imprimir el 20 d'agost de 1858. La presentació d'aquests informes impulsaren Darwin a publicar el seu resum condensat de la Selecció Natural. Aquest resum es va publicar el novembre de 1859 com On the Origin of Species.
En el segon viatge del Beagl, el jove Charles Darwin va concebre la idea de la selecció natural com a causa de l'evolució. La va debatre amb el seu amic Joseph Dalton Hooker,
Alfred Russel Wallace, un naturalista que treballava a Borneo, va entrar en contacte amb el geòleg Charles Lyelli aquest va demanar Darwin que publiqués la seva teoria.

## Impacte de la publicació
Aquest informe va ser reeditat en diverses revistes científiques incloent la The Zoologist, que simplement va considerar aquesta teoria com una possibilitat. El Professor Haughton de Dublin en va dir: que tot el que hi era nou era fals i el que era veritat era antic("all that was new in them was false, and what was true was old.")
Ha tingut influència en la cibernètica.